# 걱정하지마
《걱정하지마》는 KBS 2TV에서 2005년 10월 31일부터 2006년 4월 29일까지 방영된 KBS 2TV 아침드라마이다.
김성령 (조미연 역)은 해당 드라마에 캐스팅되면서 뒷시간대(평일 오전 9시 30분) 편성된 KBS 2TV 《여유만만》MC 제의를 고사했다.

## 등장 인물

### 주요 인물
- 김성령 : 조미연 역
- 이영은 : 조은새 역
- 윤다훈 : 송세찬 역
- 김지완 : 이선우 역

### 주변 인물
- 서인석 : 김경준 역
- 임동진 : 송호규 역
- 엄유신 : 최영자 역
- 금보라 : 홍연화 역
- 방은희 : 한유정 역
- 안홍진 : 송세훈 역
- 임경옥 : 홍주 역
- 김윤희 : 송세영 역
- 이승신 : 지영 역
- 서지희 : 송재이 역
- 이일웅 : 최 노인 역
- 신우철
- 최인숙
- 김하은
- 고규필
- 나경민
- 백소미
- 신동욱

## 같이 보기
- 자매바다 (MBC)
- 이제 사랑은 끝났다 (MBC)
- 들꽃 (SBS)
- 사랑하고 싶다 (SBS)